# سانت ماري سانت رافايل (نيو برونزويك)
سانت ماري سانت رافايل (بالإنجليزية: Ste-Marie-St-Raphaël)‏ هي قرية تقع في كندا في نيو برونزويك. يقدر عدد سكانها بـ 955 نسمة ومساحتها 15.61 كم2 .